# Gompholobium gompholobioides
Gompholobium gompholobioides là một loài thực vật có hoa trong họ Đậu. Loài này được (F.Muell.) Crisp miêu tả khoa học đầu tiên.